# Проксима Центавра c
Проксима Центавра c (также Проксима c или Альфа Центавра C c) — спорная экзопланета в системе Проксимы Центавра, ближайшей к Солнцу звезды. Находится в созвездии Центавра на расстоянии 4,2 световых лет от Солнца, что делает эту экзопланету ближайшей из известных к Земле (поочерёдно с Проксимой Центавра b) и частью тройной звёздной системы.

## Обнаружение
О планете впервые было заявлено в апреле 2019 года командой итальянского астрофизика Марио Дамассо, которая заметила незначительные движения Проксимы Центавра в данных о лучевой скорости, полученных спектрографом HARPS и проанализированных ранее украинским астрофизиком Яковом Павленко и его коллегами из Канарского института астрофизики, что указывало на возможную вторую планету, в системе Проксимы Центавра. Об открытии было объявлено 15 января 2020 года. В июне существование планеты было первоначально подтверждено с использованием данных астрометрии Хаббла за 1995 год, что позволило определить наклон орбиты и истинную массу. В том же месяце было заявлено о возможном наблюдении планеты инструментом SPHERE Очень Большого Телескопа (VLT), но авторы признают, что «не получили чёткого обнаружения». Если же это планета, то, согласно снимкам, у неё может быть система колец радиусом около 5 RJ.
Однако исследование, проведенное в 2022 году, поставило под сомнение планетарную природу наблюдаемого сигнала радиальной скорости, соответствующего Проксиме C, приписав его систематическим эффектам.

## Характеристики
Скорее всего, планета является либо сверхземлёй, либо мини-нептуном, её масса составляет около 7 масс Земли. Планета находится на расстоянии около 1,5 а. е., обращаясь по орбите вокруг звезды за каждые 1 928 дней (5,28 земных года). От своей звезды орбита планеты находится дальше, чем зона обитаемости, поэтому на её поверхности нет условий для возникновения жизни, а температура составляет всего 39 K (−234 °C).
С позиции земного наблюдателя планета не совершает транзит по диску своей родительской звезды.